# 8-ма група ССО армії США
8-ма група сил спеціальних операцій армії США (англ. 8th Special Forces Group (United States) — військове формування, група спеціальних операцій армії США, що призначалася для тренування армій країн Латинської Америки методиці веденні антипартизанських форм ведення війни. Деякі заходи підготовки здійснювалися під егідою та за сприянням Школи Америк, що розміщувалася на базі Форт Гулік.

## Призначення
На 8-му групу сил спеціальних операцій сухопутних військ покладалися основні завдання:
- організація боротьби з партизанським рухом в країнах Латинської Америки,
- ведення нетрадиційних бойових дій,
- забезпечення і підготовка військових формувань дружних іноземних держав,
- контртерористична діяльність,
- боротьба з розповсюдженням наркотиків.

## Історія
У травні 1962 року передовий підрозділ роти «D» 7-ї групи спеціальних військ прибув з Форту Брегг до нового місця дислокації у Форт Гулік, у контрольованій на той час американцями Зоні Панамського каналу. З цій групи розпочалося формування нової групи «Зелених беретів» — 8-ї. У серпні 1962 у Панамі зосередилася основна частина роти «D», й поступово підрозділ розрісся до масштабів повноцінної частини спеціальних операцій армії США. Після завершення формування спочатку командиром 8-ї групи став підполковник Сайєр, якого 18 січня 1963 змінив підполковник Артур Сімонс, за прізвищам «Бик».
8-ма група перейшла у підпорядкування Сил спеціальних акцій в Латинській Америці (англ. Special Action Force (SAF), Latin America); до її складу крім двох лінійних рот спецоперацій увійшли підрозділ військової розвідки, окремі інженерний, медичний, військової поліції та агентства безпеки підрозділи. Група також мала окремий батальйон психологічних операцій.
Силами експертів групи здійснювалася підготовка інструкторів для армій латиноамериканських країн, у першу чергу контрпартизанські підрозділи з Венесуели, Колумбії та Еквадору. Мобільна тренувальна команда від 8-ї групи тренувала та навчала батальйон болівійських рейнджерів, що захопили та стратили восени 1967 року легендарного Че Гевару.
30 червня 1972 року 8-ма група ССО армії США була розформована та виведена з зони Панамського каналу.